# 不伦瑞克公国
不伦瑞克公国为一前德意志国家，首都为不伦瑞克。1815年维也纳会议建立此国家以取代前布倫瑞克-沃爾芬比特爾親王國。19世纪该公国先后为德意志邦联及北德意志邦联成员邦国，而在1871年则成为德意志帝国邦国。第一次世界大战后不伦瑞克公国宣告完结，为不伦瑞克自由邦所取代并加入魏玛共和国。